# C/2014 F3 (Sheppard-Trujillo)
C/2014 F3 (Sheppard-Trujillo) — одна з короткоперіодичних комет сім'ї Юпітера. Ця комета була відкрита 26 березня 2014 року; вона мала 23.0m на час відкриття.